# Glutão
O glutão (Gulo gulo), também conhecido como carcaju, é um mamífero da família dos Mustelideos, ordem Carnivora. Vive no Hemisfério Norte, nas zonas frias da Sibéria, Escandinávia, Alasca e Canadá. O glutão é o animal oficial do estado do Michigan, nos Estados Unidos. O personagem Wolverine, da editora de quadrinhos Marvel, deve o seu codinome ao glutão, do inglês "wolverine".

## Ecologia
O glutão é um animal tímido em relação ao homem, mas extremamente corajoso e agressivo nas relações com outros animais selvagens. Os glutões atacam animais presos em armadilhas, e são conhecidos casos em que roubaram presas a matilhas de lobos e até a ursos polares e ursos pardos. A época de reprodução ocorre durante o verão, mas a implantação dos embriões no útero é atrasada até o início do inverno. A gestação só é bem-sucedida se a fêmea tiver acesso a uma fonte abundante de alimento. As crias nascem na primavera em ninhadas de 3 ou 4 e desenvolvem-se muito rapidamente. Ao fim de um ano, os juvenis adquirem o tamanho adulto e a maturidade sexual. Os glutões podem viver até os 13 anos.

### Dieta
O glutão é um animal omnívoro, com um componente importante de carne na sua dieta. Exteriormente assemelha-se a um pequeno urso com cauda. Tem focinho e pescoço curtos e orelhas pequenas e arredondadas. A pelagem é castanha fulva e negra, muito densa, impermeável e resistente ao frio. O glutão pesa até 30 kg e mede em média 70 a 110 cm de comprimento, excluindo a cauda que chega aos 20 cm.